# Манса (титул)

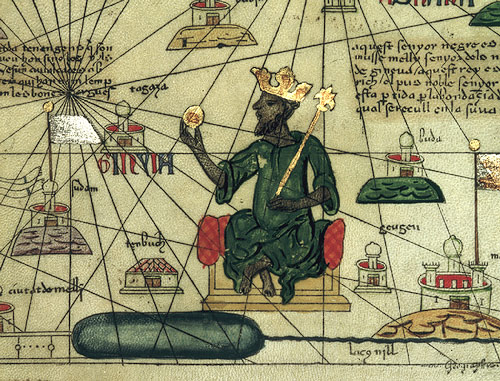
Изображение мансы Мусы, 10-го мансы империи Мали

Манса (манд. Mansa) — титул правителей Империи Мали. Титул происходит от слова в языке мандинка, означающего «король» или «правитель». Империя Мали была доминирующей в Западной Африке в XIII—XV веках. Полномочия мансы включают право на осуществление правосудия и монополизацию торговли. Сундиата Кейта был первым, кто получил данный титул. Династия Кейта продолжалась до начала XVII века, пока империя не разрушилась после смерти Махмуда IV.
Большинство информации о мансах и династии Кейта известно благодаря тунисскому историку XV века Ибн Хальдуну и его книге «История берберов».